# Phillip Bauer
Phillip Bauer es un personaje ficticio de la serie de televisión 24, es interpretado por James Cromwell. Es el padre del personaje principal del programa Jack Bauer y su hermano Graem. Phillip es un personaje recurrente, y no es parte del elenco principal. El y su hijo Graem están envueltos en una organización conocida como BXJ Technologies, que originalmente fue contratada por oficiales gubernamentales rusos para desmantelar dispositivos nucleares. Sin embargo, BXJ secretamente realizó un contrato con Dmitri Gredenko para obtener las armas.

## Perfil
Phillip es completamente ambicioso y ha sido considerado uno de los villanos más importantes de la temporada 6, estando involucrado en los ataques terroristas desarrollados durante el día y teniendo contratos con agentes rusos y chinos. Además, Phillip fue una de las mentes maestras de los eventos del Día 5, estando involucrado con los asesinatos de David Palmer y de Michelle Dessler.

## Phillip Bauer en 24

### Previo al Día 6
Acorde a una conversación entre Jack y Marilyn, Phillip y Jack estuvieron separados por más de 20 años, respectivamente antes del Día 1 (aunque Jack oficialmente dejó a la familia luego del funeral de Teri, unos nueve años antes del Día 6). En un punto, Marilyn sugirió que quizás Jack se había unido al ejército en desafío de la oferta de trabajo de Phillip hacia Jack en BXJ, la compañía de Phillip.

### Día 6
Phillip es un sospechoso en los ataques nucleares ocurridos durante el día. En el Episodio 5, su nombre aparece en la lista de contactos de canales de negocio de Dmitri Gredenko. Aparece por primera vez en los últimos minutos del Episodio 6 ("11:00 AM - 12:00 PM"), cuando Jack está a punto de ser asesinado por un hombre, Phillip interviene y dice: ¡Detente! Es mi hijo. Jack charla brevemente con su padre y cuando éste le ordena que se comunique con la UAT, Graem aparece y les ordena a los hombres que no dejen escapar a Jack. Phillip le dice a Graem que no puede hacer eso debido a que los hombres son empleados de Phillip, pero Graem le responde que en realidad, los hombres trabajan para él. Posteriormente, Jack y Phillip son detenidos bajo custodia por los hombres en una camioneta.
En el episodio 7, se revela durante la conversación entre Phillip y Graem que el padre de Jack es la verdadera mente maestra. Phillip está desilusionado de que Graem quiera informarle a su hermano la sombría verdad sobre su padre. Phillip le inyecta a Graem una jeringa vacía y le provoca una parada cardiorrespiratoria para que no revele más información sobre su involucración.
Luego de que Graem es llevado a la morgue de la UAT, Phillip se encuentra allí tomando sus pertenencias y borrando todos los nombres de su teléfono celular. Luego, se comunica con un subordinado y le informa que debe deshacerse de Gredenko (figura clave en los ataques del día), debido a que Gredenko conoce información que podría comprometer seriamente a Phillip. Gredenko no es asesinado por los hombres de Phillip, aunque muere horas después por la gran pérdida de sangre sufrida luego de que Fayed le amputara un brazo. 
Phillip toma al hijo de Marilyn, Josh, y le lleva a su casa. Luego de que Marilyn y Jack abandonarán la UAT para encontrar la casa de Gredenko, Phillip se comunica con ella y le informa que debe dirigir a Jack y a los agentes a una dirección falsa. Phillip sólo le devolverá a Josh si cumple con sus órdenes. Luego de rescatar a Milo y a Marilyn, Jack se entera de la involucración de su padre en los eventos del día. Jack logra rescatar a Josh y se entrega a que Phillip le mate, sin embargo, éste desaparece y deja escrito un número de teléfono. El número pertenece al expresidente Charles Logan, con quién Phillip y Graem estuvieron involucrados en los eventos del Día 5.   
Phillip vuelve a aparecer en el Episodio 21 ("2:00 AM - 3:00 AM") reparando el componente de una de las bombas nucleares para Cheng Zhi planeando un intercambio con él. Además, Phillip le brindó a Cheng los códigos de acceso para infiltrarse en la UAT.
Phillip planea llevarse a Josh a China como su legado antes de que sean juzgados por las acciones de Graem. Phillip rompe su acuerdo con los chinos de entregarles el componente debido a que no lograron llevarle a su nieto. Eventualmente, Phillip se comunica con el vicepresidente Daniels y le propone que si le entrega a Josh, le devolverá el componente. Sin embargo, esto es una trampa. Phillip continúa trabajando secretamente con los chinos durante el Episodio 23, y no tiene intenciones de entregar el componente. El componente entregado a Mike Doyle contenía un explosivo, explotando en la cara de Doyle y dejándole lastimado.
En el último episodio, Phillip y Josh están a punto de escapar en un bote hacia el submarino chino, pero es golpeado y posteriormente herido de un balazo por su nieto. Jack y Josh abandonan la plataforma petrolera justo a tiempo, mientras que Phillip es visto por última vez tirado en el suelo segundos antes de que la plataforma fuera completamente destruida por el ataque aéreo.
- Datos: Q3322144